# Margites deroliformis
Margites deroliformis är en skalbaggsart som först beskrevs av Karl Adlbauer 1997.  Margites deroliformis ingår i släktet Margites och familjen långhorningar.
Artens utbredningsområde är:
- Angola.
- Malawi.

Inga underarter finns listade i Catalogue of Life.